# Neckeropsis lepineana
Neckeropsis lepineana är en bladmossart som beskrevs av Fleischer 1908. Neckeropsis lepineana ingår i släktet Neckeropsis och familjen Neckeraceae. Inga underarter finns listade i Catalogue of Life.